# Limnophila (Elporiomyia) breviterebra
Limnophila (Elporiomyia) breviterebra is een tweevleugelige uit de familie steltmuggen (Limoniidae). De soort komt voor in het Afrotropisch gebied.